# Palazzo D’Afflitto-Imperiali

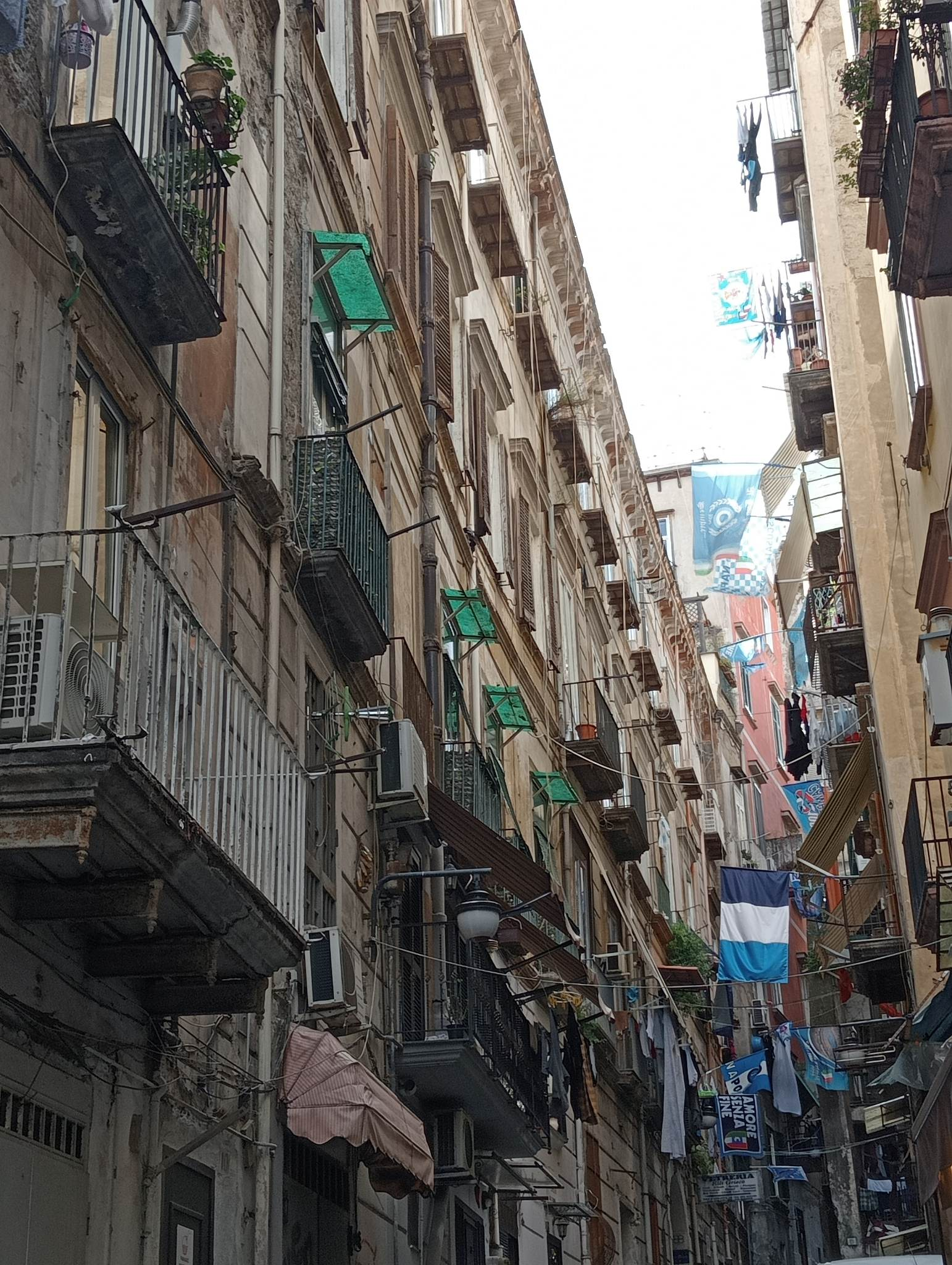
Palazzo D’Afflitto-Imperiali in Neapel: Fassade

Der Palazzo D’Afflitto-Imperiali ist ein Palast aus dem 16. Jahrhundert im Viertel Quartieri Spagnoli in Neapel in der italienischen Region Kampanien. Er liegt im Vico D’Afflitto, 16.

## Geschichte und Beschreibung
Die Stadtansicht von Lafrery aus dem Jahre 1566 bezeugt bereits die Existenz dieses Palastes, der um einen großen Innenhof herum gebaut wurde (gegenüber dem es zwei Gärten gab) und immer noch isoliert in einem Gebiet liegt, das in den folgenden Jahrzehnten vollständig urbanisiert werden sollte. Der große Garten verschwand bereits vor dem 18. Jahrhundert und wurde durch Wohnhäuser ersetzt, zu denen man über die Via Conte di Mola gelangt. Der Palast, zumindest dessen Fassade, wurde im 19. Jahrhundert erneuert, wobei die Vorhalle der Treppe auf der rechten Hofseite und die rechteckige Form ebendieses Hofes erhalten blieben, in dessen hinterem Teil eine isolierte Steinsäule steht, dessen ursprüngliche Funktion und Herkunft unbekannt sind.
Der Palast gehörte seit langer Zeit der Familie D’Afflitto, die (laut Italo Ferraro) 1748 für diesen Palast bei Mario Gioffredo ein kleines Privattheater in Auftrag gaben. Später fiel der Palast durch Heirat von Maria Francesca D’Afflitto (1793–1829) und dem Prinzen Michele Imperiali (1793–1867) an die Familie Imperiali; diese Heirat war der Grund für die bekannte Benennung des Palastes, die auf einer Plakette neben der Hausnummer zu sehen ist.
Heute ist der Palast ein stark verfallenes Mietshaus und benötigt daher dringend eine Restaurierung.